# Сетесдаль
Сетесдаль (норв. Setesdal) — традиционная область в южной Норвегии, целиком лежащая в губернии (фюльке) Эуст-Агдер. Включает коммуны Бюкле, Валле, Бюгланн, Ивеланн и Эвье-ог-Хорннес. Географически Сетесдаль представляет собой долину реки Утра, которая течёт на юг и впадает в море в районе Кристиансанна. Сетесдаль расположен южнее плато Хардангервидда, где и начинается Утра. Исторически разделяется на Верхний Сетесдаль (Бюкле) и Нижний Сетесдаль (Бюгланн, Ивеланн и Эвье-ог-Хорннес). Валле делит Сетесдаль примерно пополам. 
Сетесдаль упоминается в написанном по-латыни сочинении XII века Historia Norwegiæ. Вместе с Телемарком Сетесдаль, упомянутый как Råbygger, «живущий в углу», что хорошо описывает долину Утры, зажатую с трёх сторон горами.
В Нижнем Сетесдале расположено большое озеро Бюглансфьорд. Выше озера Сетесдаль характеризуется особыми традициями, отличающихся от других традиционных областей Норвегии. Различия заметны в традиционной одежде, кухне, танцах и архитектуре. Здесь также развит особый диалект норвежского языка. 
Валле и Фюресдаль (в Телемарке) соединены древним «Путём епископа» (норв. Bispevegen), который когда-то использовали монахи для попадания в Телемарк. Ежегодно из Фюресдаля в Валле проходит шествие.
Между Кристиансанном и Бюглансфьордом действовала железная дорога Сетесдальсбанен (норв. Setesdalsbanen), построенная в 1895 году (продлена до Бюглансфьорда в 1896 году). Она была закрыта для регулярного движения в 1962 году, но частично действует до сих пор в летние месяцы как туристический объект. По озеру Бюглансфьорд курсирует туристический теплоход.